# Adranos
Adranos (en llatí Adranus, en grec antic Ἀδρανός) va ser un déu sicilià adorat a tota l'illa però especialment a Adrano, ciutat propera a l'Etna, segons diu Plutarc. Alguns autors el fan pare dels Palics.
Segons Claudi Elià, uns mil gossos sagrats vivien prop del seu temple. Moderns historiadors consideren la deïtat d'origen oriental, connectat amb el persa Adar (foc), i segurament el mateix deu que el fenici Adramelec, personificació del sol i el foc.